# 村上与市
村上 与市（むらかみ よいち、1902年（明治35年） - 2005年（平成17年））は、日本の教育者。藤島町町長、栄典・称号は、勲四等旭日小綬章・藤島町名誉町民（現・鶴岡市名誉市民）

## 略歴
- 1902年（明治35年） - 山形県東田川郡藤島町中町（現・鶴岡市）に生れる。
- 1924年（大正13年） - 千葉高等園芸学校卒業
- 徳島県立三好高等女学校（現・徳島県立辻高等学校）勤務
- 1948年（昭和23年） - 山形県立鶴岡第4高等学校長就任
- 1953年（昭和28年） - 山形県立庄内農業高等学校校長就任
- 1961年（昭和36年） - 定年退職
- 1962年（昭和37年） - 藤島町長就任
- 1970年（昭和45年） - 同職辞任
- 2005年（平成17年） - 死去。

## 受賞歴
- 1974年（昭和49年） - 勲四等旭日小綬章受章
- 1984年（昭和59年） - 藤島町名誉町民顕彰

## 参考資料
- 広報『つるおか』 2005年12月15日号